# Rosiana Tendean
Rosiana Tendean (* 25. August 1964 in Makassar, Süd-Sulawesi) ist eine ehemalige indonesische Badmintonspielerin.

## Karriere
Rosiana Tendeans erster Erfolg war ein zweiter Platz bei den Thailand Open 1985 gemeinsam mit Imelda Wiguna im Damendoppel. Ein Jahr später wurden sie Dritte bei den Asienspielen. Dreimal gewann sie die Indonesia Open, einmal die Hong Kong Open und einmal die Polnischen Internationalen Meisterschaften. Bei ihrer einzigen Olympiateilnahme 1992 wurde sie nur 17.

## Erfolge
| Saison    | Veranstaltung  | Disziplin   | Platz | Name                                       |
| --------- | -------------- | ----------- | ----- | ------------------------------------------ |
| 1985      | Thailand Open  | Damendoppel | 2     | Rosiana Tendean / Imelda Wiguna            |
| 1986      | Asienspiele    | Damendoppel | 3     | Rosiana Tendean / Imelda Wiguna            |
| 1986      | Silver Bowl    | Damendoppel | 1     | Sarwendah Kusumawardhani / Rosiana Tendean |
| 1987      | Indonesia Open | Damendoppel | 1     | Ivanna Lie / Rosiana Tendean               |
| 1988/1989 | German Open    | Damendoppel | 1     | Erma Sulistianingsih / Rosiana Tendean     |
| 1989      | Indonesia Open | Damendoppel | 1     | Rosiana Tendean / Erma Sulistianingsih     |
| 1990      | Asienspiele    | Mixed       | 3     | Rudy Gunawan / Tendean Rosiana             |
| 1990      | All England    | Damendoppel | 3     | Erma Sulistianingsih / Rosiana Tendean     |
| 1992      | Hong Kong Open | Damendoppel | 2     | Rosiana Tendean / Erma Sulistianingsih     |
| 1992      | Indonesia Open | Damendoppel | 1     | Rosiana Tendean / Erma Sulistianingsih     |
| 1992      | Thailand Open  | Damendoppel | 2     | Rosiana Tendean / Erma Sulianingsih        |
| 1993      | Hong Kong Open | Mixed       | 1     | Rudy Gunawan / Rosiana Tendean             |
| 1993      | Indonesia Open | Mixed       | 1     | Rudy Gunawan / Rosiana Tendean             |
| 1993      | Polish Open    | Mixed       | 1     | Rudy Gunawan / Rosiana Tendean             |